# Сату Ноу (Чорашти)
Ново село (рум. Satu Nou) насеље је у Румунији у округу Вранча у општини Чорашти. Oпштина се налази на надморској висини од 39 m.

## Становништво
Према подацима из 2002. године у насељу је живело 258 становника, од којих су сви румунске националности.